# Juri Lwowitsch Ustinow
Juri Lwowitsch Ustinow (russisch Юрий Львович Устинов, * vor 1960) ist ein russischer Bogenbiathlet.

## Karriere
Juri Ustinow wurde von seinem Vater Lew Ustinow-Iwanow (* 1920) trainiert, er lernte das Bogenschießen in Burjatien mit dem traditionellen Bogen des Landes. Ustinow wuchs in Ulan-Ude auf und lebt seit 1976 in Rybinsk. Er erreichte seinen größten Erfolg, als er bei den Europameisterschaften im Bogenbiathlon des Jahres 2001 in Pokljuka an der Seite von Wladimir Fomitschow, Maxim Menschikow und Andrei Markow im Staffelrennen zum Einsatz kam und als Startläufer der russischen Staffel mit dieser hinter der Vertretung aus Frankreich und vor Italien die Silbermedaille gewann. Es blieb Ustinows einziger internationaler Medaillengewinn. Ustinow ist verheiratet und hat einen Sohn. Er studierte Sport und Pädagogik an der Burjatischen Staatlichen Universität in Ulan-Ude und arbeitet seit 1976 als Trainer für Bogenschießen in der Schule der olympischen Reserve № 10 (СДЮСШОР №10) in Rybinsk. Außerdem ist er Kampfrichter im Bogenschießsport.